# Remember?
Remember? is een romantische komedie uit 1939 onder regie van Norman Z. McLeod. Destijds werd de film in Nederland uitgebracht onder de titel Blijft liefde eeuwig?.

## Verhaal
Sky Ames ontmoet Linda Bronson in Nassau en ze verloven zich al snel met elkaar. Als ze terugkeren naar zijn huis is hij nerveus om haar voor te stellen aan zijn beste vriend Jeff Holland. Jeff en Linda vallen onmiddellijk als een blok voor elkaar. Linda verlaat haar man om te trouwen met Jeff, die ze op dat moment nog niet zo lang kent. Eenmaal onderweg naar de Niagarawatervallen om te trouwen, wordt Jeff opgeroepen om naar zijn kantoor te gaan, waar hij de hele middag zit met een klant.
Een inmiddels ongeduldige Linda besluit hun verloving te verbreken en vertrekt met een taxi. Jeff volgt haar met een andere taxi. Uiteindelijk worden ze allebei aangehouden door de politie, omdat ze te snel rijden. Ze worden naar het gemeentehuis gebracht, waar ze met elkaar trouwen. Aan hun huwelijksreis komt abrupt een einde als Jeff weer moet werken. Hij gaat uiteindelijk op in de zaken, waardoor hij zijn vrouw verwaarloost. Het resulteert uiteindelijk in een scheiding.
Hoewel hij niet blij is dat ze een koppel zijn, besluit Sky hen opnieuw samen te brengen. Hij laat ze beseffen waarom ze verliefd zijn geworden op elkaar. Nadat Linda Jeff voorstelt aan haar ouders, besluiten ze voor een tweede keer te trouwen. Na het huwelijk onthult Linda dat ze zwanger is.

## Rolbezetting
| Acteur           | Personage                | Foto |
| ---------------- | ------------------------ | ---- |
| Robert Taylor    | Jeffrey 'Jeff' Holland   |      |
| Greer Garson     | Linda Bronson Holland    |      |
| Lew Ayres        | Schuyler 'Sky' Ames      |      |
| Billie Burke     | Mevrouw Louise Bronson   |      |
| Reginald Owen    | Meneer George Bronson    |      |
| George Barbier   | Meneer McIntyre          |      |
| Henry Travers    | Rechter Milliken         |      |
| Richard Carle    | Meneer Piper             |      |
| Laura Hope Crews | Mevrouw Letty Carruthers |      |
| Sara Haden       | Niss Wilson              |      |

## Achtergrond
Na het overweldigende succes van Goodbye, Mr. Chips (1939), waarin Greer Garson ook te zien was, besloot studiobaas Louis B. Mayer Remember? met haast te maken om te profiteren van de populariteit van Garson. De film werd echter een grote flop. Het werd uiteindelijk een film waar alle medewerkers zich voor schaamden en bracht 32.000 dollar minder op dan dat het kostte om te maken. Het kreeg enkel negatieve recensies van critici en er werd gevreesd dat er aan Garsons carrière een einde zou komen.